# NKT Victoria
NKT Viktoria – кабелеукладальне судно, споруджене на замовлення данської групи NKT.

## Характеристики
Судно збудували у 2017 році на норвезькій верфі Kleven Verft AS. Його основне обладнання становлять дві кабельні котушки, розраховані на 7000 та 4500 тон (але разом не більше 9000 тон). Менша з них розміщується під палубою, де також може знаходитись до 500 тон оптоволоконного кабелю, призначеного для прокладки в парі з основною лінією.
NKT Viktoria має два дистанційно керовані апарати, здатні працювати на глибинах 3000 та 1500 метрів. У випадку прокладання ультраглибоководних ліній електропередач судно опціонально обладнується машиною вертикальної прокладки (Vertical Lay Tower).
При виконанні завдань у прибережній зоні NKT Viktoria під час відпливів здатне лягати на ґрунт із повним завантаженням.
Серед іншого важливого обладнання судна можливо відзначити систему динамічного позиціювання DP3 та майданчик для гелікоптерів розмірами 26,1х26,1 метра, розрахований на прийом машин типу Sikorsky S92 (максимальна вага 15 тон). Головний кран має вантажопідйомність 25 тон.
Забезпечуються проживання до 100 осіб персоналу. На борту наявні запаси для виконання завдань протягом 30 діб.
Для зменшення навантаження на навколишнє середовище NKT Viktoria обладнане системою зберігання електроенергії та здатне діяти в режимі зарядки від берегових джерел.

## Завдання судна
Першим завданням для NKT Viktoria стало прокладання 113 км кабелю між шотландськими областями Кейтнесс та Морей (північна та південна сторони затоки Північного моря Морі-Ферт). Роботи стали частиною масштабного проекту вартістю 1,1 млрд фунтів стерлінгів.
У серпні 2017-го судно розпочало прокладання в Балтійському морі двох головних експортних ліній данської ВЕС Kriegers Flak довжиною по 45 км, які виходитимуть на суходіл біля Rødvig (острів Зеландія). NKT Victoria також прокладе з'єднувальний кабель довжиною 10 км між двома офшорними трансформаторними підстанціями цієї вітрової електростанції.
Враховуючи затримку зі спорудженням кабелеукладального судна Living Stone, яке планувалось для робіт на бельгійській вітровій електростанції Рентел, NKT Viktoria осінню 2017-го законтрактували на прокладання головної експортної лінії довжиною 40 км від цієї ВЕС до району Зеєбрюгге.